# Adventures of Captain Fabian
Adventures of Captain Fabian (literalmente, en inglés, Las aventuras del capitán Fabian, aunque titulada La taberna de Nueva Orleans en España y La taberna maldita en Chile) es una película de aventuras de 1951, dirigida por William Marshall y Robert Florey (aunque este último no aparece en los títulos de crédito) y protagonizada por Errol Flynn, Micheline Presle, Vincent Price, Agnes Moorehead y Victor Francen.

## Sinopsis
La trama gira alrededor de los servicios de una sirvienta criolla francesa en una casa de 1860 en Nueva Orleans y su implicación romántica con el Capitán Fabian.  Como muchos de los films de Flynn más tardíos, la historia de la producción es un auténtico disparate:  Marshall, el coproductor y marido de Micheline Presle, empezó a rodarla en Francia, sin experiencia como director y sin darse cuenta de que la ley francesa requería una versión de lengua francesa para autorizarla. Robert Florey, quién había dirigido ya a Flynn fue contratado como un "asesor" pero de hecho fue el director. El mismo año Marshall y Flynn también produjeron un film que no llegó a estrenarse: Hello God.

## Reparto
- Errol Flynn es Capitán Fabian.
- Micheline Presle es Lea Mariotte.
- Vincent Price es George Brissac.
- Agnes Moorehead es Tía Jezebel.
- Victor Francen es Henri Brissac.
- Jim Gérald es Comisario Germain.
- Héléna Manson es Josephine.
- Howard Vernon es Emile.
- Roger Blin es Philippe.

## Producción
La película era un guion escrito por Errol Flynn. Flynn introdujo a William Marshall para producir la película juntos en julio de 1949. Micheline Presle estuvo prestada por la 20th Century Fox para el papel principal. Gerard Philippe fue descartado del reparto. Presle Y Marshall se casaron más tarde.
El film estuvo a punto de titularse como Bloodline y Aventuras de Nueva Orleans. La filmación empezó el julio de 1950 en París. Representando Nueva Orleans se usó la ciudad de Villefranche con escenas en los estudios Victorine y Billancourt en París. 
Se supone que la película iba a estar hablada en versiones francesa e inglesa pero Marshall persuadió al gobierno francés para dejarlo en inglés sólo.
El contrato de Flynn con Warner Bros le dejaba hacer una "película" independiente al año hasta 1962. Esto provocó un agrio enfrentamiento en los tribunales para decidir si Repúblic Pictures, era o no una "distribuidora" importante.

### Recepción crítica
Los Ángeles Times dijo que la película era bastante chapucera y que algunas escenas deban risa, aun cuando no estaban pensadas para ser de comedia.

## Secuelas
La película iba a ser la primera de dos películas de Flynn y Marshall, la segunda iba a ser The man Who Cried, un thriller psicológico sobre el delito perfecto, pero se canceló debido a una disputa entre Marshall y Flynn sobre Hola Dios.

## Pleitos
En noviembre de 1951 Charles Gross, un asociado de Flynn, demandó los pagos por el guion.
En enero de 1952 Flynn reclamó a un tribunal acabar su sociedad con Marshall.
En 1954 el actor de terror Vincent Price demandó a Flynn y a Marshall por $15,000 en sueldos impagados. El tribunal le dio la razón en 1957.